# Banino
Banino is een plaats in het Poolse district  Kartuski, woiwodschap Pommeren. De plaats maakt deel uit van de gemeente Żukowo en telt 1193 inwoners.